# Атоваквон
Атовакво́н — синтетичний антипротозойний препарат, що є похідним гідроксинафтохінону, для прийому всередину.

## Фармакологічні властивості
Атоваквон — синтетичний антипротозойний препарат, що є похідним гідроксинафтохінону, для перорального застосування. Механізм дії препарату точно не встановлений. До атоваквону чутливими є пневмоцисти, бабезії, токсоплазми, малярійний плазмодій та мікроспоридії. Атоваквон має меншу ефективність при пневмоцистній пневмонії, чим інші антипротозойні препарати, але при його застосуванні спостерігається менше побічних ефектів.

### Фармакодинаміка
Атоваквон погано всмоктується при прийомі всередину, біодоступність препарату збільшується під час прийому їжі. При прийомі їжі з високим вмістом жирів біодоступність препарату складає 47%. Атоваквон добре зв'язується з білками плазми крові, препарат добре розподіляється у більшості тканин організму, але погано проходить через гематоенцефалічний бар'єр, даних за проникнення через плацентарний бар'єр та виділення в грудне молоко відсутні. Препарат метаболізується шляхом кишково-печінкової циркуляції. Виводиться атоваквон із організму переважно з калом, частково виводиться з жовчю, у незначній кількості (близько 1%) виводиться з сечею. Період напіввиведення препарату складає 2,2—2,9 діб, цей час не збільшується при нирковій та печінковій недостатності.

## Показання до застосування
Атоваквон застосовують при пневмоцистній пневмонії та для профілактики пневмоцистної пневмонії у випадках, коли хворі не можуть приймати ко-тримоксазол або дапсон, для лікування бабезіозу (у поєднанні з азитроміцином), для лікування хлорохінорезистентної малярії (у поєднанні з прогуанілом та доксицикліном), для лікування токсоплазмозу (в поєднанні з піріметаміном та сульфадіазином).

## Побічна дія
При застосуванні атоваквону можливі наступні побічні ефекти: часто (до 20% випадків) висипання на шкірі, діарея, нудота, блювання; нечасто головний біль, порушення сну, гарячка, підвищення активності амінотрансфераз в крові, анемія, нейтропенія. Частота побічних ефектів при застосуванні атоваквону менша, ніж при застосуванні інших протипаразитарних препаратів (зокрема, сульфаметоксазолу/триметоприму).

## Протипокази
Атоваквон протипоказаний при підвищеній чутливості до препарату. Препарат не застосовується разом із рифампіцином та тетрацикліном. З обережністю застосовують препарат під час вагітності.

## Форми випуску
Атоваквон випускається у вигляді 15% суспензії для перорального прийому по 210 мл та таблеток по 0,25 г. Атоваквон разом із прогуанілом входить до складу комбінованого препарату «Маларон».